# Jonathan Shewchuk
Jonathan Richard Shewchuk est informaticien canadien, professeur d'informatique à Berkeley.

## Biographie
Shewchuk est né à Cranbrook en Colombie-Britannique.
Il a obtenu son Bachelor Degree en physique et informatique à l'université Simon Fraser en 1990 et son Master Degree et ainsi que son doctorat en informatique à l'université Carnegie-Mellon. Son doctorat a été effectué sous la direction de Gary Miller et David O'Hallaron.
Shewchuk a conduit des recherches en calcul scientifique, géométrie algorithmique, notamment la génération de pavages, la robustesse numérique et la reconstruction de surfaces, en méthodes numériques et en animations basées sur la physique.
Shewchuk est l'auteur des Trois péchés des auteurs dans le domaine de l'informatique et des mathématiques.
Il a gagné le J. H. Wilkinson Prize for Numerical Software en 2003 pour le logiciel Triangle, générateur de maillage en deux dimensions et triangulateur de Delaunay, disponible gratuitement..